# Lliurament de claus a Sant Pere
El Lliurament de claus a Sant Pere és un relleu de marbre a estil stiacciato de Donatello, que data dels anys 1430 i ara es conserva al Victoria and Albert Museum de Londres. El treball té una forma rectangular i mesura 41 x 114 cm.

## Història
No es coneix la col·locació originària del relleu, que va ser documentat el 1492 a l'inventari del Palau Mèdici a la mort de Llorenç el Magnífic, i el 1591 al palau Salviati a Florència.
Presenta un projecte una mica inusual i molt possiblement pertany a una sèrie d'obres per a la devoció privada tallades en aquests anys, però és molt probable que fora per a la decoració de l'altar original de la Capella Brancacci o es fes com a base del nínxol de sant Pere a Orsanmichele.

## Descripció
El centre de l'escena mostra la figura de Crist, que està ascendint, envoltat dels apòstols disposats en un semicercle, la Mare de Déu de genolls, entre els àngels i querubins. Als peus es troba Pere que allarga una mà per rebre les claus del Paradís.
La riquesa del detall, des dels arbres a la intempèrie atmosfèrica del cel, crea una vibrant superfície que confereix els traços dramàtics de l'escena.
El marc del quattrocento, si no original, és probablement la que s'indica a l'inventari de 1492.